# Associação de Futebol de Taipé Chinês
A Associação de Futebol de Taipé Chinês (CTFA) (chinês tradicional: 中華民國足球協會) é o órgão dirigente do futebol na República da China (comumente conhecida como Taiwan). Ela é a responsável pela organização dos campeonatos disputados nesta região, bem como os jogos da seleção nacional nas diferentes categorias. Foi fundada em 1924 como Associação de Futebol da República da China, é filiada à Federação Internacional de Futebol (FIFA) desde 1954 e ajudou a fundar a Confederação Asiática de Futebol (AFC) em 1955, no entanto foi expulsa da AFC em 1973 devido à pressão política da República Popular da China, passando a jogar pela Confederação de Futebol da Oceania (OFC), da qual também foi expulsa. A disputa foi resolvida quando a FIFA rebatizou a entidade com seu nome atual, e a associação retornou à AFC em 1989. A sede fica localizada no município de Nova Taipé, e o atual presidente da entidade é Cheng Wen-tsan.